# Río Mulato
Der Río Mulato ist ein Fluss in den Departamentos Potosí und Oruro im Hochland des südamerikanischen Anden-Staates Bolivien.
Der Río Mulato entspringt im östlichen Teil des Höhenzugs Cordillera de los Frailes im Municipio Tomave in der Provinz Antonio Quijarro im Departamento Potosí, wenige Kilometer östlich der Ortschaft San Pedro de Opoco. Der Fluss fließt auf seiner gesamten Länge in nordwestlichen Richtungen und passiert nach siebzehn Kilometern die Ortschaft und Bahnstation Río Mulato. Nach insgesamt 43 Kilometern vereinigt er sich mit dem Río Márquez, der hier in nördlicher Richtung fließt und nach weiteren 58 Kilometern in den Poopó-See an dessen Südufer mündet, im Municipio Pampa Aullagas in der Provinz Ladislao Cabrera im Departamento Oruro.